# Radar (motorfiets)
Radar is een Belgisch historisch merk van fietsen en lichte motorfietsen.
Belgo Cycle SA in Bergen produceerde in de jaren vijftig fietsen, maar ook bromfietsen met JLO-tweetaktmotortjes.